# Cosciniopsis violacea
Cosciniopsis violacea is een mosdiertjessoort uit de familie van de Gigantoporidae. De wetenschappelijke naam van de soort is, als Aptonella violacea, voor het eerst geldig gepubliceerd in 1928 door Ferdinand Canu en Ray Smith Bassler.